# Lycodryas citrinus
Lycodryas citrinus — вид змій родини Pseudoxyrhophiidae. Ендемік Мадагаскару.

## Поширення і екологія
Lycodryas citrinus мешкають на заході острова Мадагаскар, в околицях Беробоки, в лісі Кірінді та у Цінгі-де-Бемараха. Вони живуть в чагарниках, що ростуть у вологих захищених долинах та в сухих тропічних лісах, що ростуть серед карстових скель. Ведуть деревний спосіб життя. Активні вночі, зустрічаються на деревах на висоті від 0,5 до 2 м над землею.

## Збереження
МСОП класифікує цей вид як вразливий. Lycodryas citrinus загрожує знищення природного середовища.